# Chrysopa acuta
Chrysopa acuta är en insektsart som beskrevs av Hagen 1852. Chrysopa acuta ingår i släktet Chrysopa och familjen guldögonsländor. Inga underarter finns listade i Catalogue of Life.